# Gustave Flourens (chimiste)
Pour les articles homonymes, voir Gustave Flourens et Flourens.
Gustave Flourens, né à Lille le 31 juillet 1848, où il est décédé le 18 février 1897, est un chimiste du Nord de la France.

## Biographie
Ingénieur de l'École des arts industriels et des mines (École centrale de Lille - Promotion 1867) et professeur de chimie, il poursuit une carrière universitaire à l'Institut industriel du Nord en parallèle d'une carrière de dirigeant d'une sucrerie et raffinerie de glucose à Haubourdin, puis directeur de l'amidonnerie de Wizernes.
Il fut l'auteur de plusieurs ouvrages de chimie analytique, traduits en anglais et en allemand, dérivé de ses cours pour élèves-ingénieurs et répondant aux besoins de l'industrie chimique du nord de la France.
Il fut président de la Société chimique du Nord de la France, membre de la Société industrielle du Nord de la France et membre de l'Association des chimistes de sucrerie et de distillerie de France et des colonies.